# Snogeholms naturreservat
Snogeholms naturreservat är ett naturreservat i Sjöbo kommun i Skåne län.
Området är naturskyddat sedan 2024 och är 68 hektar stort. Reservatet ligger sydväst om Snogeholmssjön och består av bokskog och ekhagar. 